# Aqua Tofana
Het Aqua Tofana is een beroemd geworden gif. Het is ook als "Aqua Toffana", "Acqua Toffana", "Aqua Tufania" en "Acqua di Napoli" bekend. De Fransen gebruiken ook de naam "eau admirable" of "eau de Brinvillier(s)" naar de ter dood veroordeelde gifmengster Marie-Madeleine-Marguerite d'Aubray, Marquise de Brinvilliers (1630–1676). In Frankrijk noemde Liselotte van de Palts het schertsend "poudre de succession" een bijnaam die veel gebruikt wordt, ook al gaat het niet werkelijk om een poeder maar om een vloeistof. Arseen(III)oxide is wel een kristallijn en goed oplosbaar wit poeder.

## Samenstelling
Over de bestanddelen is bekend dat het arseenoxide, antimoon en loodoxide bevatte. Het is mogelijk dat ook belladonna tot de bestanddelen behoorde. De precieze receptuur is verloren gegaan maar het resultaat was een geur-, smaak- en kleurloze vloeistof die goed met water en wijn kon worden vermengd en in spijzen niet opviel. Ook cantharide, een substantie gewonnen uit de Spaanse vlieg wordt genoemd.
De groene knolamaniet en de daarin aanwezige zeven giffen waaronder het in een dosis van 1 gram dodelijke alfa-amanitine werd door de Romeinen gebruikt. Heksen en gifmengsters in het zuiden van Italië kenden ook in de 17e en 18e eeuw de dodelijke werking van deze paddenstoel die in kleine doses dodelijk is maar vaak pas na dagen, wanneer iedere geneeskundige hulp te laat komt, een dodelijke leverziekte veroorzaakt.
Arseen(III)oxide is een oxide van arseen, met als brutoformule As2O3. De stof komt voor als een toxisch wit kristallijn poeder, dat redelijk goed oplosbaar is in water.

## Gebruik en uitwerking
Het sterke gif veroorzaakte, zo heet het, na enige maanden een onafwendbare dood. Daarvoor waren vijf of zes druppels genoeg. Door de druppels precies te doseren werd een kort of lang sterfbed bereikt. Volgens tijdgenoten stierven honderden mensen, waaronder pausen, aan het gif. Gif werd door vijanden of rivalen toegediend maar de slechte stand van de medische kennis, slechte hygiëne en bedorven voedsel veroorzaakten veel sterfgevallen die ten onrechte aan gif werden geweten. De 18e-eeuwers kenden aan het Aqua Tofana zeer bijzondere werking toe, zo zou een vergiftiging met precies gedoseerde druppels die op van tevoren berekende tijdstippen werden toegediend de dood op een van tevoren bepaald tijdstip veroorzaken. Dat zou de gifmenger en zijn of haar handlangers de kans geven om te ontsnappen of hun sporen uit te wissen.
- Arseenoxide wordt door het lichaam gemakkelijk opgenomen. Het wordt omgezet in monomethylarseenzuur en dimethylarseenzuur en door de nieren weer uitgescheiden. Per dag of per twee dagen scheidt het lichaam de helft van het gif weer uit. Bij geregelde toediening wordt 30 tot 40% van de arseen in het lichaam opgeslagen. Men vindt het in botten, spierweefsel, huid en haar terug. Het wordt met name in keratine teruggevonden zodat nagels en haren een typische verkleuring te zien geven bij een arseenvergiftiging. De eerste symptomen van een grotere dosis arseen zijn braken, buikpijn, diarree en bloederige diarree. Kleinere doses leiden tot kramp, hartkloppingen, leverontsteking en nierontsteking. Op de nagels verschijnen de karakteristieke "strepen van Mees" en het haar valt uit. Over de giftige uitwerking van arseen is een uitgebreide medische en forensische literatuur verschenen.[1][2][3] De ontwikkeling van de Marshtest maakte rond 1840 de aanwezigheid van arseen en antimoon in een drank, gerecht of lichaam aantoonbaar. Na 1840 kon het Aqua Tofana niet meer als ondetecteerbaar vergif worden gebruikt. Onderzoek van 19e-eeuwse en oudere lichamen en haren laten zien dat veel mensen in die tijd bloot stonden aan grote doses arseen, onder andere door groene kleurstoffen op basis van het nu verboden Parijs groen dat in behang werd gebruikt.
- Lood: loodzouten en verbindingen met lood leiden tot nierfalen en schade aan het centrale zenuwstelsel.
- Antimoon  irriteert de maag en de darmen en wekt braken en diarree op. Dat is niet bevorderlijk voor het succes van de beoogde vergiftiging. De symptomen van antimoonvergiftiging lijken sterk op die van arseenvergiftiging.
- Atropine  uit de mogelijkerwijs gebruikte wolfskers veroorzaakt tal van klachten. Typisch zijn: een droge mond, verminderde zweetsecretie, verminderde bronchiaalsecretie, verhoogde intraoculaire druk, pupilverwijding en accommodatieverlies van het oog, hartklachten zoals tachycardie (extreem snelle hartslag), palpitaties, atriale en ventriculaire ritmestoornissen duizeligheid, hoofdpijn, zwakheid, blozen, misselijkheid, braken, opgeblazen gevoel en een verlies van smaak, mysurie, acute urineretentie en obstipatie, nervositeit, slaperigheid, slapeloosheid, mentale verwardheid, desoriëntatie, hallucinaties en opwinding (vooral bij ouderen). Een dosis van 1 gram is dodelijk.

## Geschiedenis
De giftige uitwerking van arseen was al eeuwen bekend voordat de gifmengster Giulia Tofana in juli 1659 in Rome met haar dochter en drie medewerksters voor de moord op 600 mensen werd geëxecuteerd. Het is echter onzeker of zij haar naam aan het gif heeft gegeven. Ook de Napolitaanse gifmengster Tufania of Tophania di Adamo wordt genoemd. Zij zou in 1709 of 1719 zijn opgehangen. Giulia Tofana zou haar dochter zijn geweest.
Een bijzonderheid was dat het Aqua Tofana openlijk werd verkocht, vaak in flesjes met het portret van Sint Nicolaas. De Heilige Nicolaas, wiens graf in Bari veel pelgrims trekt, is beroemd vanwege het welriekende water dat zich steeds weer onder de kist verzamelt.
De Frans-Italiaanse aristocrate Olympia Mancini werd beschuldigd van verschillende (onbewezen) gifmoorden.
Men beschuldigde in de 18e eeuw de jezuïeten en de aan de vrijmetselarij verwante  Illuminati dat dezen hun tegenstanders en lastige personen met gif uit de weg ruimden. Van ten minste twee pausen, Clemens XIII en Clemens XIV werd in die tijd gezegd dat zij zouden zijn vergiftigd. Voltaire beschreef paus Clemens XIV als "het slachtoffer van de Jezuïeten". Wolfgang Amadeus Mozart heeft volgens Constanze Mozart in de maanden voor zijn dood gezegd dat hij met Aqua Tofana was vergiftigd. Waarschijnlijk leed hij aan een nierziekte. In het gepubliceerde dagboek van Vincent Novello en Mary Novello wordt vermeld dat Constanze hen dat in 1829 heeft verteld. Voor deze toedracht bestaat geen bewijs. Heel misschien duidt het manuscript van 'Die Zauberflöte' op het tegendeel. Bij onderzoek aan zijn manuscripten vonden de musicologen Oliver Hahn en Claudia Maurer Zenck grote hoeveelheden arsenicum in de inkt van het manuscript van ‘Die Zauberflöte’, de opera waaraan Mozart in het laatste jaar van zijn leven werkte.
De angst vergiftigd te worden nam in de 18e eeuw hysterische vormen aan. De talloze onverwachte sterfgevallen en sterfgevallen van jonge mensen werden vaak aan gif toegeschreven, maar arseen was in de dagelijkse leefomgeving soms aanwezig in hoeveelheden die ziekmakend waren. Veel kwalen werden niet herkend en de geneesmiddelen waren zelf vaak gevaarlijk. Men nam bijvoorbeeld antimoon in tegen darmklachten. Ook de modieuze schoonheidsmiddeltjes zoals loodwit om het gezicht te blanketten en kohl bevatten gevaarlijke hoeveelheden zware metalen in de vorm van galeniet (een lood-sulfide) of stibniet.